# 31899 Adityamohan
31899 Adityamohan è un asteroide della fascia principale. Scoperto nel 2000, presenta un'orbita caratterizzata da un semiasse maggiore pari a 2,2809715 UA e da un'eccentricità di 0,1672084, inclinata di 3,48301° rispetto all'eclittica.